# Tour du Doubs 2025
Il Tour du Doubs 2025, quarantesima edizione della corsa, valida come evento dell'UCI Europe Tour 2025 categoria 1.1 e come ottava prova della Coppa di Francia 2025, si svolse il 20 aprile 2025 su un percorso di 176,4 km, con partenza da Pontarlier e arrivo a Morteau, in Francia. La vittoria fu appannaggio del francese Mattéo Vercher, il quale completò il percorso in 3h46'03", alla media di 52,263 km/h, precedendo il connazionale Adrien Maire e lo spagnolo Iván Cobo.
Sul traguardo di Morteau 96 ciclisti, dei 114 partiti da Pontarlier, portarono a termine la competizione.

## Squadre e corridori partecipanti
| N.    | Cod. | Squadra                         |
| ----- | ---- | ------------------------------- |
| 1-6   | GFC  | Groupama-FDJ                    |
| 11-16 | TVL  | Team Visma-Lease a Bike         |
| 21-26 | COF  | Cofidis                         |
| 31-35 | ARK  | Arkéa-B&B Hotels                |
| 41-45 | DAT  | Decathlon AG2R La Mondiale Team |
| 51-56 | TEN  | TotalEnergies                   |
| 61-66 | RKT  | Unibet Tietema Rockets          |
| 71-76 | UXM  | Uno-X Mobility                  |
| 81-86 | CJR  | Caja Rural-Seguros RGA          |
| 91-96 | EKP  | Equipo Kern Pharma              |

| N.      | Cod. | Squadra                           |
| ------- | ---- | --------------------------------- |
| 101-106 | EUS  | Euskaltel-Euskadi                 |
| 111-116 | BBH  | Burgos-Burpellet-BH               |
| 121-126 | WB2  | Wagner Bazin WB                   |
| 131-136 | AUB  | St Michel-Preference Home-Auber93 |
| 141-146 | UCN  | CIC-U-Nantes                      |
| 151-156 | NMC  | Nice Métropole Côte d'Azur        |
| 161-166 | VRR  | Van Rysel-Roubaix                 |
| 171-176 | BAI  | Bike Aid                          |
| 182-186 | HAC  | Hrinkow Advarics                  |
| 191-196 | MCT  | MYVELO Pro Cycling Team           |

## Ordine d'arrivo (Top 10)
| Pos. | Corridore           | Squadra       | Tempo    |
| ---- | ------------------- | ------------- | -------- |
| 1    | Mattéo Vercher      | TotalEnergies | 3h46'03" |
| 2    | Adrien Maire        | Unibet        | s.t.     |
| 3    | Iván Cobo           | Kern          | s.t.     |
| 4    | Clément Braz Afonso | Groupama      | s.t.     |
| 5    | Johannes Kulset     | Uno-X         | a 2"     |
| 6    | Guillaume Martin    | Groupama      | s.t.     |
| 7    | Txomin Juaristi     | Euskaltel     | a 10"    |
| 8    | Gotzon Martín       | Euskaltel     | a 20"    |
| 9    | Clément Venturini   | Arkéa         | s.t.     |
| 10   | Magnus Cort         | Uno-X         | s.t.     |